# Buifu
Buifu (Bui Fu) ist eine osttimoresische Siedlung im Suco Foho-Ai-Lico (Verwaltungsamt Hato-Udo, Gemeinde Ainaro).

## Geographie und Einrichtungen
Das Dorf befindet sich im Nordosten der Aldeia Ainaro-Quic auf einer Meereshöhe von 93 m. Buifu dehnt sich entlang des westlichen Ufers des Flusses Ukasa aus. Folgt man einer kleinen Straße entlang dem Flusslauf nach Südosten kommt man zum Nachbarort Akadirularan. Weitere Pisten führen nach Westen nach Bismata und nach Norden nach Bekumu.
In Buifu steht eine Grundschule.